# Assia (chanteuse)
Pour les articles homonymes, voir Assia.
Assia Maouène, connue sous le mononyme Assia, est une chanteuse algérienne, née le 1er novembre 1973 à Alger.
Elle est connue en France pour avoir chanté Ghir Dini dans la bande originale du film Taxi ainsi que Elle est à toi, single tiré de son premier album Chercheuse d'or et écoulé à plus de 700 000 exemplaires.

## Biographie

### Jeunesse
Née en Algérie, Assia s'installe avec sa famille en France à l'âge de cinq ans. Elle grandit à Créteil au bord du Lac, en région parisienne. Elle est scolarisée à l’École Jeu-de-Paume puis à l’École Pierre Mendès-France. Elle commence des cours au conservatoire de la ville dès l'âge de 6 ans, qu’elle fréquente pendant près de 12 ans. Au Collège Albert Schweitzer, elle fréquente la MJC où elle suit des cours de danse. « Je suis vraiment le produit de cette offre culturelle. Je me souviens que, là-bas, on avait du matériel pour faire de la musique, des salles pour répéter. Pour moi, ça a été un vrai tremplin, j'ai commencé à me dire que mes rêves étaient possibles ».
C’est dans ce cadre qu’elle chante pour un groupe de sa ville, appelé CNN, qui répète dans le studio municipal de Créteil. En parallèle de la musique, Assia continue ses études supérieures et obtient une licence de droit.

### Choriste
En 1993, à l'âge de 20 ans, elle se fait remarquer par le Ministère A.M.E.R. qui lui propose d’être choriste sur de nombreux morceaux, dont le titre connu : Les Rates aiment les lascars. Assia évolue dans l'entourage musical de certains membres du collectif Secteur Ä où elle est choriste de « pointure », en participant à diverses séances d'enregistrement. À l’image de Karima, elle fait partie des premières femmes dans le monde du rap français qui accompagnent des groupes en chantant des refrains mélodieux. D'ailleurs, en 2000, Assia évoque le sexisme dans le monde du rap, mais du côté des cols blancs de l'industrie musicale : « En fait, ils [les rappeurs] m'ont considérée comme leur petite sœur et m'ont protégée des autres machos en costard-cravate qu'on rencontre parfois dans le milieu du show-business. J'ai appris à me méfier davantage des hommes propres sur eux qui, sous des contours polis et charmeurs, cachent une muflerie sans limite avant d'avoir des gestes déplacés à votre égard ».
Sa voix et son visage deviennent connus du grand public à la fin des années 1990. En effet, elle chante et apparaît dans les clips. C’est notamment le cas en 1998 pour C'est beau la vie, un duo entre Doc Gynéco et Bernard Tapie, et Affaires de famille d’Ärsenik en collaboration avec Doc Gynéco. C’est également le cas en 1999 avec Mauvais Garçon de Doc Gynéco.

### Début de carrière
Assia se met à écrire et composer dès 1995, période pendant laquelle elle démarche des maisons de disques, sans résultat. Après le succès de Ghir Dini, un titre chanté seule, et en arabe (dialectal algérien), pour la bande originale du film Taxi produite par IAM, elle signe en 1999 dans une maison de disques. Ce premier album connaitra un succès national, notamment avec son premier single Elle est à toi, qui est paru en 2000. Assia collabore dès ses débuts avec son frère Khalil Maouène, « Il est aussi fou de musique que moi. [...] Khalil a écrit toutes les musiques pour mon disque ».

### Chercheuse d'or
En 2000, Assia sort son premier album, Chercheuse d'or, qui s'écoule à 200 000 exemplaires. Elle décroche un disque d’or avec le titre Elle est à toi dont elle écrit le texte avec Calbo, membre du groupe Ärsenik. Lors de l'enregistrement, elle ne trouve pas la chanson à son goût. « Je l'ai co-écrite et co-composée pourtant, mais je ne la sentais pas [...] aujourd'hui, je l'aime beaucoup ». Le single s'écoule à plus de 700 000 exemplaires et se classe à la troisième place du Top 50.
Dans Chercheuse d'or, Assia met en avant ses influences Funk et Soul mais également celle de la musique arabe. Son style interpelle car elle « opte pour une langue mixte : dialectal algérien et français dont les paroles sont l'œuvre de l'artiste ». En effet, au tournant des années 2000, de nombreux artistes mettent en avant les influences de leur double culture. Dans un articles du Monde intitulé Du choix de chanter en arabe et en français, le journaliste Patrick Labesse, tente de trouver une explication à ce mélange. Citant Rachid Taha, qui déclare que « chanter en arabe est déjà une provocation », du moins, dans les années 1980. Pour le journaliste, c’est tout autre chose dans les années 2000. En effet, « il ne s'agit ni de provoquer ni d'être subversif, mais d'affirmer sa double culture, voire de la clamer joyeusement ». Assia y voit même une nécessité « Je ne m'imaginais pas chanter en arabe, mais en grandissant ça nous rattrape ». Cependant, pour  le journaliste, « les mentalités n'évoluent pas si vite que cela […] Les radios ne veulent pas effrayer les annonceurs, donc elles cherchent à standardiser la musique ». Ces dernières suggèrent même aux chanteurs de « franciser » leurs chansons, pour répondre aux quotas de chansons en langues françaises imposées sur les ondes.
Quelques jours après cet article, et dans le même journal, la critique Véronique Mortaigne assigne Assia à ses origines (algériennes et de banlieue), et voit dans son album une poussée de « la chanson communautaire vers le marché de la pop, à l'instar de l'hispano-américaine Jennifer Lopez aux États-Unis [...] ». Et bien que le titre Elle est à toi porte sur une mère qui élève seule son enfant, Mortaigne en donne une lecture raciale en convoquant toutes les chanteuses du moment qui mettent en avant leur double culture : « les titres porteurs, tel Elle est à toi, enfoncent l'idée d'un monde lisse, coloré d'un métissage socialement obligatoire, où la joie de la réussite (sortir de la banlieue) sert d'excuse à tous les compromis […] les chansons proposées par Assia ressemblent à celles d'Anggun (franco-indonésienne), à celle des Nubians (françaises d'origine camerounaise), etc.».
De son côté, Assia continuera à expliquer que son album Chercheuse d’or parle de la recherche du bonheur. « Je recherche ce que tout le monde recherche, le bonheur ! Et puis bien sûr l'amour, pas seulement celui d'un homme mais l'amour universel ». Dès 2000, elle analyse ainsi la réception de son album en France : « Tantôt on me disait que mes chansons sonnaient trop arabe, tantôt on disait que je manquais d'exotisme. C'est la raison pour laquelle je n'en fais qu'à ma tête aujourd'hui ».

### Collaborations
Après la sortie de son premier album, Assia tente de nouvelles collaborations. Elle enregistre un duo avec Julien Clerc pour son album Si j'étais elle. Leur chanson Quelques mots en ton nom se classera au Top 50. En mars 2001, elle est l'une des nombreuses interprètes du titre Que serais-je demain ? en tant que membre du collectif féminin Les Voix de l'espoir créé par Princess Erika. Et en 2002, elle participe à la comédie musicale Cindy de Luc Plamondon et Romano Musumarra, en compagnie de Lââm qui y tient le rôle principal. Cette comédie musicale est un échec commercial, malgré un disque d'or pour l'album avec plus de 100 000 exemplaires vendus.

### Encore et encore
C'est en 2005 qu'elle sort son deuxième album Encore et encore dans lequel elle souhaite prendre ses distances avec le R&B français. Elle qualifie son style de « soul contemporaine » qui consiste selon ses termes à « mettre ses tripes dans sa voix, sa vie dans les textes. C'est utiliser des sonorités de l'ancienne soul inspirées de Stevie Wonder, Ray Charles ou Marvin Gaye, qui sont mes influences directes ». Dans la chanson Politiquement correct, les paroles y sont explicites sur ce virage intransigeant : « J'ai jamais voulu être star avant d'être artiste […] Je vendrai pas mon âme au système ».

Elle souligne que les textes de cet album parlent « d'amour, de déracinement, de guerre et de paix... ». Son titre Entre les deux rives raconte sa quête d’identité entre l’Algérie et la France. Une réponse aux incompréhensions des critiques sur l’usage de l’arabe dans ses chansons : 
« Car je cherche ici et là-bas des souvenirs, des bouts de moi, 
Partagée entre les deux rives je sais plus trop où c'est chez moi, 
Toi tu me demandes de décliner mon identité, mes origines et ma nationalité, 

Comment te dire qui je suis moi-même je ne le sais pas ».
Restant fidèle à son style, elle rend hommage à la chanteuse américaine Aaliyah, décédée en 2001 dans un accident d'avion, avec le titre Le prix pour t'aimer, une reprise en arabe de Don't Know What To Tell Ya sortie en 2002 sur l’album posthume I Care 4 U. La chanson sample le titre Betweness Bik de Warda al-Jazairia.
C’est ce même style musical qui déroute sa maison de disques. Assia déclare à cet égard que leurs relations étaient conflictuelles et qu’elles ont nui au lancement commercial de l’album. A ses yeux, si « la maison de disques n'est pas à fond, ce qui était le cas, c'est trop difficile. Ce sont les albums les plus promus qui sortent du lot [...] Mais quand la maison de disques m'a lâchée, tout le monde m'a lâchée. C'est comme ça, c'est la dure vie du business de la musique. ».

### Hegemony of Soul
En 2007, elle remonte sur scène, persuadée que son deuxième album « n'a pas été assez exploité » et qu’elle doit le faire découvrir à son public. Sans maison de disques, elle ne parvient pas à relancer sa carrière. Elle rejoint son frère Khalil au sein du groupe Hegemony of Soul qui se produit sur des scènes parisiennes. Puis, en 2019, elle rejoint un collectif d'artistes célébrant le meilleur des années 2000 dans le cadre d'une tournée appelée Back to Basic. Puis en 2020, dans la tournée Born in 90.

## Discographie

### Bandes originales de films et comédies musicales
- 1998 : Ghir Dini (BO Taxi)
- 2001 : Ghir Dini (Version Anglaise) (BO Le baiser mortel du dragon)
- 2002 : Cindy (album de la comédie musicale de Luc Plamondon)
- 2002 : Cindy (Version intégrale Live, 2 volumes)
- 2007 : Foutue destinée (BO Scorpion)

### Compilations
- 1998 : Liaisons dangereuses de Doc Gynéco
- 1999 : Indigo (Version RnB)
- 2000 : L'hip-hopée : la grande épopée du hip-hop français
- 2003 : Première classe R'n'B
- 2005 : Double Face 6 (DJ Kost et DJ James)

### Singles
- 1996 : Parler d'amour
- 1999 : Mauvais garçon (avec Doc Gynéco)
- 2000 : Elle est à toi
- 2000 : là-bas
- 2000 : Fini
- 2001 : Quelques mots en ton nom (Duo avec Julien Clerc)
- 2001 : Ghir dini
- 2003 : Street Life (Featuring avec Beenie Man)
- 2003 : Si c'était à refaire
- 2005 : Politiquement correcte
- 2005 : Célébrer la vie

## Collaborations musicales
- 1994 : Les rates aiment les lascars (Ministère A.M.E.R. avec Assia au refrain)
- 1997 : Mes Forces Decuplent Quand On M' Inculpe (Stomy Bugsy featuring Assia)
- 1998 : Affaires de famille (Ärsenik et Secteur Ä featuring Assia)
- 2000 : Que serais-je demain ? (Collectif Les voix de l'espoir )
- 2001 : La Thaîlandaise (Hamed Daye featuring Assia)
- 2002 : 5.9.1 (Rohff featuring Assia)
- 2003 : Comme toi avec Julie Zenatti et Tina Arena pour Les enfants de la terre
- 2003 : Les enfants de l'an 2000 (duo avec Jay ) pour Les enfants de la terre
- 2005 : Avec le cœur (Rim'K featuring Assia)
- 2006 : Un Noël pour tous (Collectif avec Leslie, Gage, Amel Bent etc. au profit du Secours Populaire)
- 2007 : De l'autre côté de la mer (duo avec Sofia Mestari)
- 2007 : Mon orientale (Piero Battery featuring Assia)

## Clips
- 1998 : Affaires de famille (choriste)
- 1999 : Mauvais garçon
- 2000 : Que serais-je demain ? avec China Moses, K-reen, Nicoletta etc. (Réal. Xavier Gens)
- juin 2000 : Elle est à toi (réalisé par Eric Johnson)
- décembre 2000 : Là-bas (réalisé par John Gabriel Biggs dit J.G Biggs)
- 2001 : Ghir Dini (réalisé par John Gabriel Biggs dit J.G Biggs)
- 2001 : Quelques mots en ton nom (réalisé par Xavier de Nauw)
- juin 2002 : 5,9,1 (Guest) (réalisé par Raphaël IV Maingourd)
- 2003 : Street life (réalisé par Nathalie Canguilhem)
- février 2003 : Si c'était à refaire (réalisé par Nathalie Canguilhem)
- février 2005 : Célébrer la vie (réalisé par Karim Ouaret)
- août 2005 : Politiquement correcte (réalisé par Skwall)
- 2005 : Je chante (promo seulement)
- 2006 : Un noël pour tous avec Willy Denzey, Trade union, Lynnsha, etc.

## DVD
- 2004 : For the Ladies (Documentaire sur les chanteuses hip-hop/RnB en France)
- 2004 : RnB Invasion (Documentaire sur l'histoire du RnB français)